# Marija Pawlowna Tschechowa

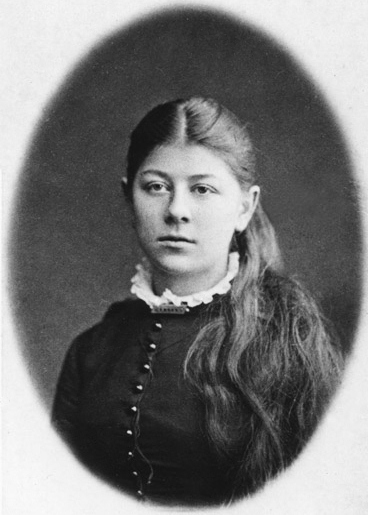
Marija Pawlowna Tschechowa (1882)

Marija Pawlowna Tschechowa [ˈtʃʲɛxəf] (russisch Мария Павловна Чехова, wiss. Transliteration Marija Pavlovna Čechova; * 19.jul. / 31. Juli 1863greg. in Taganrog, Russland; † 15. Januar 1957 in Jalta, Sowjetunion) war eine russische Lehrerin, Autorin und Museumsleiterin. Tschechowa war die einzige Schwester des Schriftstellers und Dramatikers Anton Tschechow (1860–1904) und verwaltete seinen Nachlass. Sie ist Ehrenbürgerin der Stadt Jalta.

## Leben
Marija Tschechowa wurde am 31. Juli 1863 in der Hafenstadt Taganrog am Asowschen Meer geboren. Ihre Eltern stammten beide aus Familien ehemaliger leibeigener Bauern. Ihr Vater, Pawel Jegorowitsch Tschechow (1825–1898) hatte einen kleinen Laden, den er 1876 durch einen Bankrott verlor. Tschechowa wuchs mit vier älteren – Alexander (1855–1913), Nikolai (1858–1889), Anton, Iwan (1861–1922) und dem jüngeren Bruder Michail (1865–1936) auf und erhielt wie diese eine gute Schulbildung.

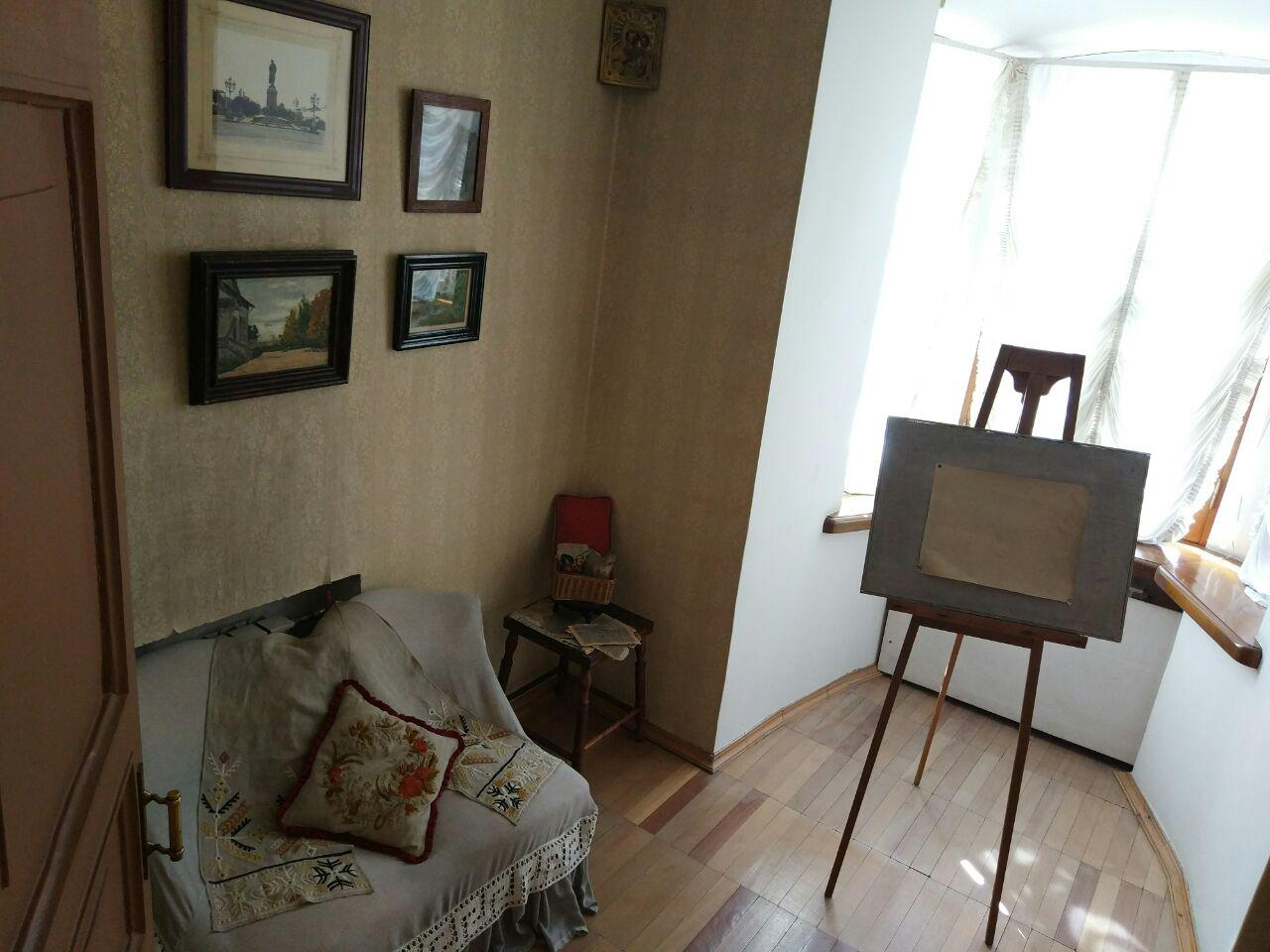
Tschechowas Zimmer in Moskau

Nach dem Besuch einer höheren Mädchenschule wurde Tschechowa 1886 Lehrerin für Geschichte und Geographie am privaten Rschewskaja-Gymnasium für Mädchen in Moskau. Sie war auch künstlerisch begabt und besuchte in den 1880er Jahren die von Graf Stroganow gegründete Zeichenschule (heute Stroganow-Akademie). Die Maler Konstantin Alexejewitsch Korowin, Walentin Alexandrowitsch Serow und Alexandra Alexandrowna Chotjainzewa waren ihre Lehrer. Der Maler Isaak Iljitsch Lewitan, ein Freund der Familie Tschechow, lobte wiederholt ihre Landschaftsbilder.
Nach dem Tod ihres Bruders Anton gab Tschechowa 1904 den Lehrerberuf auf. Mit ihrer seit 1898 verwitweten Mutter führte sie die Häuser der Familie in Moskau und Jalta. Das Sommerhalbjahr verbrachte sie auf der Krim, um „die weiße Datscha“ zu erhalten, die sie geerbt hatte. In den Wintermonaten lebte sie in Moskau und arbeitete am Nachlass ihres Bruders. Später zog Tschechowa mit ihrer Mutter nach Jalta um.

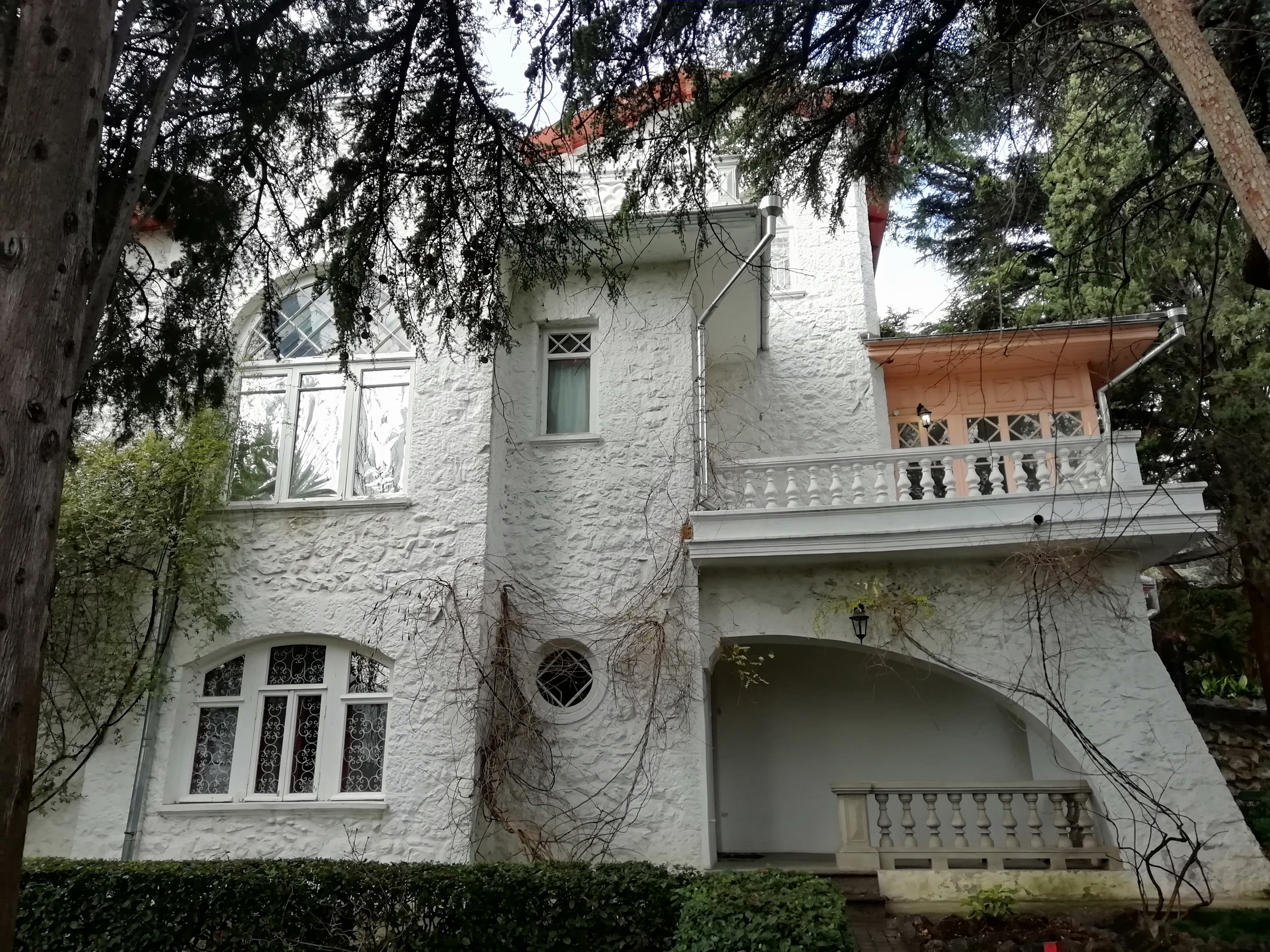
Tschechow-Museum Jalta

Tschechowa legte mit ihrer Arbeit einen Grundstein für das erste Tschechow-Museum, das 1921 in Moskau eröffnet wurde. Im folgenden Jahr wurde sie auf Lebenszeit Direktorin des Tschechow-Museums in Jalta. Von 1926 bis in die 1980er Jahre war die weiße Datscha eine Zweigstelle der Lenin-Staatsbibliothek. Nach Erdbebenschäden 1927 wurde das Gebäude im folgenden Jahr vollständig renoviert. Mit ihrem Bruder Michail erarbeitete sie einen Museumsführer.
Während des Zweiten Weltkriegs konnte das Museum nicht evakuiert werden. Nach einer Darstellung von Alexander Sinitschew bat Olga Tschechowa Adolf Hitler um Schutz des Museums während der Besetzung der Krim.
Maria Pawlowna Tschechowa starb am 15. Januar 1957 in Jalta. Sie wurde auf dem Friedhof der Stadt neben den Gräbern ihrer Mutter Jewgenija Jakowlewna Tschechowa (1835–1919) und ihres Bruders Michail Pawlowitsch beigesetzt.

## Ehrungen
- Ehrenbürgerin der Stadt Jalta
- Orden des Roten Banners der Arbeit (1944)
- Medaille „Für heldenmütige Arbeit im Großen Vaterländischen Krieg 1941–1945“
- Sankt-Stanislaus-Orden (1903)

## Werke (Auswahl)
Tschechowas Erinnerungen an ihren Bruder Anton erschienen nach ihrem Tod. Sie wurden in mehrere Sprachen übersetzt. Briefe von ihrem Bruder hat sie 1909 veröffentlicht, ihre Briefe an ihn erschienen 1954. Mit ihrem Bruder Michail P. Tschechow gab sie einen Museumsführer der weißen Datscha heraus, der 1937 erstmals erschien.
- «Из далекого прошлого». Moskau 1960.
  - Mein Bruder Anton Tschechow. Kindler, Berlin 2004, ISBN 3-463-40446-X.
- Mit Michail P. Tschechow: «Дом-музей А.П. Чехова в Ялте». 7 Auflagen, Moskau 1937–1963.
- «Письма А.П. Чехова». Moskau 1909–1913.
- «Письма к брату А.П. Чехову». Moskau 1954–1964.